# 남부큰귀갈색박쥐
남부큰귀갈색박쥐(Histiotus magellanicus)는 애기박쥐과에 속하는 박쥐의 일종이다. 현재는 별도의 종으로 취급하지만, 이전에는 작은큰귀갈색박쥐의 아종으로 간주하곤 했다. 아르헨티나 남부와 칠레의 숲에서 서식한다. 서식지 남부 지역에서 개체수는 적지만, IUCN 적색 목록에 등재된 관심대상종보다 낮은 등급을 지정할 정도의 주요 위협 요인은 없다. 일부 서식지 파괴가 있으며, 티에라델푸에고 제도에서 비버와 갈등 관계 속에 놓여 있다.